# 科隆鎮區 (密歇根州)
科隆鎮區（英語：Colon Township）是位於美國密歇根州聖約瑟夫縣的一個行政鎮區。

## 地方資料
科隆鎮區的面積為94.20平方千米，當中陸地面積為89.60平方千米，而水域面積為4.60平方千米。根據2020年美國人口普查的數據，當地共有人口3325人，而人口密度為每平方千米35.3人。